# Tsitana
Tsitana is een Afrotropisch geslacht van vlinders van de familie van de dikkopjes (Hesperiidae), van de onderfamilie van de Hesperiinae. De wetenschappelijke naam van dit geslacht is voor het eerst voorgesteld door William Harry Evans in een publicatie uit 1937.

## Soorten
- T. dicksoni Evans, 1956
- T. tsita (Trimen, 1870)
- T. tulbagha Evans, 1937
- T. uitenhaga Evans, 1937
- T. wallacei (Neave, 1910)